# G-Man (Sonny Rollins)
G-Man è un album dal vivo del sassofonista jazz statunitense Sonny Rollins, pubblicato nel 1987.

## Tracce
1. G-Man - 15:19
2. Kim - 5:58
3. Don't Stop the Carnival - 11:18
4. Tenor Madness - 12:01 (solo CD)

## Formazione
- Sonny Rollins – sassofono tenore
- Clifton Anderson – trombone
- Mark Soskin – piano
- Bob Cranshaw – basso elettrico
- Marvin "Smitty" Smith – batteria